# Walk of Life (Billie Piper)
Walk of Life è il secondo album in studio della cantante britannica Billie Piper, pubblicato nel 2000.

## Tracce
1. Day & Night – 3:15
2. Something Deep Inside (radio mix) – 3:21
3. Walk of Life – 3:49
4. Safe with Me – 3:32
5. Bring It On – 3:29
6. Ring My Bell – 3:15
7. The Tide Is High – 3:07
8. Run That by Me – 4:01
9. Promises – 3:32
10. Because of You – 3:37
11. What Game Is This? – 3:33
12. Misfocusing – 4:03